# Молодіжна арена
Молодіжна арена чи Арена да Жувенту́де (порт. Arena da Juventude — «Арена Молодості») — крита спортивна споруда в Ріо-де-Жанейро, в олімпійському секторі Деодору. Відкрита в 2016 році. Під час літніх Олімпійських ігор 2016 тут пройшли матчі з гандбольного олімпійського турніру, а також змагання з фехтування в межах сучасного п'ятиборства й деякі матчі турніру з баскетболу. На літніх Паралімпійських іграх — змагання з фехтування на візках.